# Élections législatives de 2022 en Seine-et-Marne
Les élections législatives françaises de 2022 se dérouleront les 12 et 19 juin 2022. Dans le département de Seine-et-Marne, onze députés sont à élire au sein d'autant de circonscriptions.

## Contexte

### Résultats de l'élection présidentielle de 2022 par circonscription
| Circonscription | 1er tour | 1er tour | 1er tour  |         | 2d tour | 2d tour |
| Circonscription | Macron   | Le Pen   | Mélenchon | Macron  | Le Pen  |         |
| --------------- | -------- | -------- | --------- | ------- | ------- | ------- |
| Circonscription |          |          |           |         |         |         |
| 1re             | 26,29 %  | 20,94 %  | 26,63 %   | 60,29 % | 39,71 % |         |
| 2e              | 26,70 %  | 22,51 %  | 20,41 %   | 57,52 % | 42,48 % |         |
| 3e              | 22,14 %  | 27,17 %  | 24,58 %   | 51,71 % | 48,29 % |         |
| 4e              | 20,87 %  | 33,52 %  | 18,09 %   | 43,55 % | 56,45 % |         |
| 5e              | 25,78 %  | 27,33 %  | 20,81 %   | 52,44 % | 47,56 % |         |
| 6e              | 21,35 %  | 27,86 %  | 26,72 %   | 50,52 % | 49,48 % |         |
| 7e              | 23,87 %  | 23,90 %  | 27,95 %   | 56,81 % | 43,19 % |         |
| 8e              | 29,98 %  | 17,46 %  | 27,30 %   | 66,28 % | 33,72 % |         |
| 9e              | 26,89 %  | 22,90 %  | 23,92 %   | 58,56 % | 41,44 % |         |
| 10e             | 26,84 %  | 15,11 %  | 35,40 %   | 69,18 % | 30,82 % |         |
| 11e             | 23,47 %  | 18,98 %  | 35,95 %   | 62,61 % | 37,39 % |         |

## Système électoral
Les élections législatives ont lieu au scrutin uninominal majoritaire à deux tours au sein de 577 circonscriptions.
Est élu au premier tour le candidat qui réunit la majorité absolue des suffrages exprimés et un nombre de voix au moins égal au quart (25 %) des électeurs inscrits dans la circonscription. Si aucun des candidats ne satisfait ces conditions, un second tour est organisé entre les candidats ayant réuni un nombre de voix au moins égal à un huitième des inscrits (12,5 %) ; les deux candidats arrivés en tête du premier tour se maintiennent néanmoins par défaut si un seul ou aucun d'entre eux n'a atteint ce seuil. Au second tour, le candidat arrivé en tête est déclaré élu.
Le seuil de qualification, basé sur un pourcentage du total des inscrits et non des suffrages exprimés, rend plus difficile l'accès au second tour lorsque l'abstention est élevée. Le système permet en revanche l'accès au second tour de plus de deux candidats si plusieurs d'entre eux franchissent le seuil de 12,5 % des inscrits. Les candidats en lice au second tour peuvent ainsi être trois, un cas de figure appelé « triangulaire ». Les affrontements entre quatre candidats, appelés « quadrangulaires », sont également techniquement possibles mais beaucoup plus rares.

### Partis et nuances
Les résultats des élections sont publiées en France par le ministère de l'Intérieur, qui classe les partis en leur attribuant des nuances politiques. Ces dernières sont décidées par les préfets, qui les attribuent indifféremment de l'étiquette politique déclarée par les candidats, qui peut être celle d'un parti ou une candidature sans étiquette.
En 2022, seules les coalitions Ensemble (ENS) et Nouvelle Union populaire écologique et sociale (NUP) ainsi que le Parti radical de gauche (RDG), l'Union des démocrates et indépendants (UDI), les Républicains (LR), le Rassemblement national (RN) et Reconquête (REC) se voient attribuer des nuances propres,,.
Tous les autres partis se voient attribuer des nuances génériques variant suivant leur positionnement sur l'échiquier politique national. Lors de ces scrutins législatifs, celles-ci sont alors les nuances DXG (divers extrême gauche), DVG (divers gauche), ECO (écologiste), REG (régionaliste), DVC (divers centre), DVD (divers droite), DSV (droite souverainiste) et DXD (divers extrême droite). Des partis comme Debout la France ou Lutte ouvrière ne disposent ainsi pas de nuances propres, et leurs résultats nationaux ne sont pas publiés séparément par le ministère (regroupés respectivement dans les nuances DSV et DXG),.

## Résultats

### Élus
| Circonscription                                 | Député sortant                                 | Parti        | Parti        | Député élu ou réélu | Parti | Parti      |
| ----------------------------------------------- | ---------------------------------------------- | ------------ | ------------ | ------------------- | ----- | ---------- |
| 1re                                             | Aude Luquet                                    |              | MoDem        | Aude Luquet         |       | MoDem      |
| 2e                                              | Sylvie Bouchet Bellecourt*                     |              | LR           | Frédéric Valletoux  |       | Horizons   |
| 3e                                              | Jean-Louis Thiériot                            |              | LR           | Jean-Louis Thiériot |       | LR         |
| 4e                                              | Christian Jacob*                               |              | LR           | Isabelle Périgault  |       | LR         |
| 5e                                              | Patricia Lemoine* suppléante de Franck Riester |              | Agir         | Franck Riester      |       | Agir       |
| 6e                                              | Siège vacant                                   | Siège vacant | Siège vacant | Béatrice Roullaud   |       | RN         |
| 7e                                              | Rodrigue Kokouendo                             |              | LREM         | Ersilia Soudais     |       | LFI        |
| 8e                                              | Jean-Michel Fauvergue*                         |              | LREM         | Hadrien Ghomi       |       | LREM       |
| 9e                                              | Michèle Peyron                                 |              | TdP - LREM   | Michèle Peyron      |       | TdP - LREM |
| 10e                                             | Stéphanie Do                                   |              | LREM         | Maxime Laisney      |       | LFI        |
| 11e                                             | Olivier Faure                                  |              | PS           | Olivier Faure       |       | PS         |
| * député sortant ne se représentant pas en 2022 |                                                |              |              |                     |       |            |

### Taux de participation
| Taux de participation | 1er tour | 1er tour | 1er tour   | 2d tour | 2d tour | 2d tour    | Différence entre les deux tours |
| Taux de participation | En 2017  | En 2022  | Différence | En 2017 | En 2022 | Différence | Différence entre les deux tours |
| --------------------- | -------- | -------- | ---------- | ------- | ------- | ---------- | ------------------------------- |
| À midi                | 15,36 %  | 14,03 %  | 1,33       | 13,94 % | 14,64 % | 0,7        | 0,61                            |
| À 17 heures           | 35,73 %  | 36,40 %  | 0,67       | 28,51 % | 34,53 % | 6,02       | 1,87                            |
| Final                 | 45,03 %  | 44,23 %  | 0,8        | 38,64 % | 42,84   | 4,2        | 1,39                            |

### Résultats à l'échelle du département

#### Résultats par coalition
| Parti et coalition                                           | Parti et coalition                                           | Parti et coalition                             | Premier tour | Premier tour | Premier tour | Second tour   | Second tour   | Second tour | Total Sièges  | +/-           |  |
| Parti et coalition                                           | Parti et coalition                                           | Parti et coalition                             | Voix         | %            | Sièges       | Voix          | %             | Sièges      | Total Sièges  | +/-           |  |
| ------------------------------------------------------------ | ------------------------------------------------------------ | ---------------------------------------------- | ------------ | ------------ | ------------ | ------------- | ------------- | ----------- | ------------- | ------------- |  |
|                                                              |                                                              | La France insoumise (LFI)                      | 77 610       | 19,80        | 0            | 92 431        | 25,91         | 2           | 2             | 2             |  |
|                                                              | Europe Écologie Les Verts (EELV)                             | 13 044                                         | 3,33         | 0            | 19 319       | 5,41          | 0             | 0           | en stagnation |               |  |
|                                                              | Parti socialiste (PS)                                        | 12 279                                         | 3,13         | 0            | 15 453       | 4,33          | 1             | 1           | en stagnation |               |  |
|                                                              | Révolution écologique pour le vivant (REV)                   | 8 895                                          | 2,27         | 0            | 14 072       | 3,94          | 0             | 0           | Nv            |               |  |
| Total Nouvelle Union populaire écologique et sociale (NUPES) | Total Nouvelle Union populaire écologique et sociale (NUPES) | 111 828                                        | 28,53        | 0            | 141 275      | 39,60         | 3             | 3           | 2             |               |  |
|                                                              |                                                              | La République en marche (LREM)                 | 41 480       | 10,58        | 0            | 42 725        | 11,97         | 1           | 1             | 3             |  |
|                                                              | Agir                                                         | 18 178                                         | 4,64         | 0            | 17 949       | 5,03          | 1             | 1           | Nv            |               |  |
|                                                              | Horizons (H)                                                 | 10 981                                         | 2,80         | 0            | 20 037       | 5,62          | 1             | 1           | Nv            |               |  |
|                                                              | Mouvement démocrate (MoDem)                                  | 8 292                                          | 2,12         | 0            | 14 994       | 4,20          | 1             | 1           | en stagnation |               |  |
|                                                              | Territoires de progrès (TdP)                                 | 9 112                                          | 2,32         | 0            | 17 454       | 4,89          | 1             | 1           | Nv            |               |  |
| Total Ensemble (ENS)                                         | Total Ensemble (ENS)                                         | 88 043                                         | 22,46        | 0            | 113 159      | 31,72         | 5             | 5           | en stagnation |               |  |
|                                                              | Rassemblement national (RN)                                  | Rassemblement national (RN)                    | 85 194       | 21,74        | 0            | 65 069        | 18,24         | 1           | 1             | 1             |  |
|                                                              |                                                              | Les Républicains (LR)                          | 49 304       | 12,58        | 0            | 37 288        | 10,45         | 2           | 2             | 2             |  |
|                                                              | Union des démocrates et indépendants (UDI)                   | 1 256                                          | 0,32         | 0            |              |               |               | 0           | 1             |               |  |
| Total Union de la droite et du centre (UDC)                  | Total Union de la droite et du centre (UDC)                  | 50 560                                         | 12,90        | 0            | 37 288       | 10,45         | 2             | 2           | 3             |               |  |
|                                                              | Reconquête (REC)                                             | Reconquête (REC)                               | 17 979       | 4,59         | 0            |               |               |             | 0             | Nv            |  |
|                                                              | Parti animaliste (PA)                                        | Parti animaliste (PA)                          | 7 020        | 1,79         | 0            | 0             | en stagnation |             |               |               |  |
|                                                              |                                                              | Debout la France (DLF)                         | 3 061        | 0,78         | 0            | 0             | en stagnation |             |               |               |  |
|                                                              | Les Patriotes (LP)                                           | 3 009                                          | 0,77         | 0            | 0            | Nv            |               |             |               |               |  |
|                                                              | Génération Frexit (GF)                                       | 610                                            | 0,16         | 0            | 0            | Nv            |               |             |               |               |  |
| Total Union pour la France (UPF)                             | Total Union pour la France (UPF)                             | 6 680                                          | 1,70         | 0            | 0            | en stagnation |               |             |               |               |  |
|                                                              | Mouvement démocrate (MoDem) - hors accord ENS                | Mouvement démocrate (MoDem) - hors accord ENS  | 5 290        | 1,35         | 0            | 0             | en stagnation |             |               |               |  |
|                                                              |                                                              | Le Mouvement pour les Animaux (LMPA)           | 3 201        | 0,82         | 0            | 0             | en stagnation |             |               |               |  |
|                                                              | Mouvement écologiste indépendant (MEI)                       | 1 148                                          | 0,29         | 0            | 0            | Nv            |               |             |               |               |  |
|                                                              | Mouvement hommes animaux nature (MHAN)                       | 827                                            | 0,21         | 0            | 0            | Nv            |               |             |               |               |  |
| Total Tous unis pour le vivant (TUPV)                        | Total Tous unis pour le vivant (TUPV)                        | 5 176                                          | 1,32         | 0            | 0            | en stagnation |               |             |               |               |  |
|                                                              | Lutte ouvrière (LO)                                          | Lutte ouvrière (LO)                            | 3 952        | 1,01         | 0            | 0             | en stagnation |             |               |               |  |
|                                                              |                                                              | Gauche républicaine et socialiste (GRS)        | 2 388        | 0,61         | 0            | 0             | Nv            |             |               |               |  |
|                                                              | Les Radicaux de Gauche (LRDG)                                | 0                                              | 0,00         | 0            | 0            | Nv            |               |             |               |               |  |
| Total Fédération de la gauche républicaine (FGR)             | Total Fédération de la gauche républicaine (FGR)             | 2 388                                          | 0,61         | 0            | 0            | Nv            |               |             |               |               |  |
|                                                              | Écologie au centre (ÉAC)                                     | Écologie au centre (ÉAC)                       | 2 168        | 0,55         | 0            | 0             | en stagnation |             |               |               |  |
|                                                              | Parti ouvrier indépendant démocratique (POID)                | Parti ouvrier indépendant démocratique (POID)  | 1 343        | 0,34         | 0            | 0             | en stagnation |             |               |               |  |
|                                                              | Place publique (PP)                                          | Place publique (PP)                            | 992          | 0,25         | 0            | 0             | Nv            |             |               |               |  |
|                                                              | Union des démocrates musulmans français (UDMF)               | Union des démocrates musulmans français (UDMF) | 772          | 0,20         | 0            | 0             | en stagnation |             |               |               |  |
|                                                              | Résistons (RES)                                              | Résistons (RES)                                | 524          | 0,13         | 0            | 0             | Nv            |             |               |               |  |
|                                                              | Dissidents Ensemble                                          | Dissidents Ensemble                            | 485          | 0,12         | 0            | 0             | Nv            |             |               |               |  |
|                                                              | Le Mouvement de la ruralité (LMR)                            | Le Mouvement de la ruralité (LMR)              | 440          | 0,11         | 0            | 0             | Nv            |             |               |               |  |
|                                                              | Dissidents NUPES                                             | Dissidents NUPES                               | 331          | 0,08         | 0            | 0             | Nv            |             |               |               |  |
|                                                              |                                                              | République souveraine (RS)                     | 265          | 0,07         | 0            | 0             | Nv            |             |               |               |  |
| Total La Raison du Peuple (LRDP)                             | Total La Raison du Peuple (LRDP)                             | 265                                            | 0,07         | 0            | 0            | Nv            |               |             |               |               |  |
|                                                              | Fédération Française de Citoyenneté (FFC)                    | Fédération Française de Citoyenneté (FFC)      | 124          | 0,03         | 0            | 0             | Nv            |             |               |               |  |
|                                                              | Autres partis                                                | Autres partis                                  | 397          | 0,10         | 0            | 0             | en stagnation |             |               |               |  |
|                                                              |                                                              |                                                |              |              |              |               |               |             |               |               |  |
| Suffrages exprimés                                           | Suffrages exprimés                                           | Suffrages exprimés                             | 391 951      | 97,94        |              | 356 791       | 92,02         |             |               |               |  |
| Votes blancs                                                 | Votes blancs                                                 | Votes blancs                                   | 6 448        | 1,61         | 23 916       | 6,17          |               |             |               |               |  |
| Votes nuls                                                   | Votes nuls                                                   | Votes nuls                                     | 1 797        | 0,45         | 7 007        | 1,81          |               |             |               |               |  |
| Total                                                        | Total                                                        | Total                                          | 400 196      | 100          | 0            | 387 714       | 100           | 11          | 11            | en stagnation |  |
| Abstentions                                                  | Abstentions                                                  | Abstentions                                    | 504 653      | 55,77        |              | 517 394       | 57,16         |             |               |               |  |
| Inscrits/Participation                                       | Inscrits/Participation                                       | Inscrits/Participation                         | 904 849      | 44,23        | 905 108      | 42,84         |               |             |               |               |  |

#### Résultats par nuance
| Nuance                 | Nuance                                         | Nuance                 | Premier tour | Premier tour | Premier tour | Second tour | Second tour   | Second tour | Total Sièges | +/-           |  |
| Nuance                 | Nuance                                         | Nuance                 | Voix         | %            | Sièges       | Voix        | %             | Sièges      | Total Sièges | +/-           |  |
| ---------------------- | ---------------------------------------------- | ---------------------- | ------------ | ------------ | ------------ | ----------- | ------------- | ----------- | ------------ | ------------- |  |
|                        | Nouvelle Union populaire écologique et sociale | NUP                    | 111 828      | 28,53        | 0            | 141 275     | 39,60         | 3           | 3            | 2             |  |
|                        | Ensemble                                       | ENS                    | 88 043       | 22,46        | 0            | 113 159     | 31,72         | 5           | 5            | en stagnation |  |
|                        | Rassemblement national                         | RN                     | 85 194       | 21,74        | 0            | 65 069      | 18,24         | 1           | 1            | 1             |  |
|                        | Les Républicains                               | LR                     | 49 304       | 12,58        | 0            | 37 288      | 10,45         | 2           | 2            | 2             |  |
|                        | Reconquête                                     | REC                    | 17 979       | 4,59         | 0            |             |               |             | 0            | Nv            |  |
|                        | Ecologistes                                    | ECO                    | 14 364       | 3,66         | 0            | 0           | en stagnation |             |              |               |  |
|                        | Droite souverainiste                           | DSV                    | 6 680        | 1,70         | 0            | 0           | en stagnation |             |              |               |  |
|                        | Divers extrême gauche                          | DXG                    | 5 295        | 1,35         | 0            | 0           | en stagnation |             |              |               |  |
|                        | Divers centre                                  | DVC                    | 5 290        | 1,35         | 0            | 0           | Nv            |             |              |               |  |
|                        | Divers gauche                                  | DVG                    | 3 976        | 1,01         | 0            | 0           | en stagnation |             |              |               |  |
|                        | Divers                                         | DIV                    | 1 680        | 0,43         | 0            | 0           | en stagnation |             |              |               |  |
|                        | Union des démocrates et indépendants           | UDI                    | 1 256        | 0,32         | 0            | 0           | 1             |             |              |               |  |
|                        | Divers droite                                  | DVD                    | 538          | 0,14         | 0            | 0           | en stagnation |             |              |               |  |
|                        | Régionaliste                                   | REG                    | 524          | 0,13         | 0            | 0           | en stagnation |             |              |               |  |
|                        | Parti radical de gauche                        | RDG                    | 0            | 0,00         | 0            | 0           | en stagnation |             |              |               |  |
|                        |                                                |                        |              |              |              |             |               |             |              |               |  |
| Suffrages exprimés     | Suffrages exprimés                             | Suffrages exprimés     | 391 951      | 97,94        |              | 356 791     | 92,02         |             |              |               |  |
| Votes blancs           | Votes blancs                                   | Votes blancs           | 6 448        | 1,61         | 23 916       | 6,17        |               |             |              |               |  |
| Votes nuls             | Votes nuls                                     | Votes nuls             | 1 797        | 0,45         | 7 007        | 1,81        |               |             |              |               |  |
| Total                  | Total                                          | Total                  | 400 196      | 100          | 0            | 387 714     | 100           | 11          | 11           | en stagnation |  |
| Abstentions            | Abstentions                                    | Abstentions            | 504 653      | 55,77        |              | 517 394     | 57,16         |             |              |               |  |
| Inscrits/Participation | Inscrits/Participation                         | Inscrits/Participation | 904 849      | 44,23        | 905 108      | 42,84       |               |             |              |               |  |

### Cartes

Nuance politique des candidats arrivés en tête dans chaque commune au 1er tour.
Nuance politique des candidats arrivés en tête dans chaque commune au 2e tour.

### Résultats par circonscription

#### Première circonscription
Députée sortante : Aude Luquet (Mouvement démocrate)
| Candidats                | Candidats                | Parti et coalition       | Nuance                   | Premier tour | Premier tour | Second tour | Second tour |
| Candidats                | Candidats                | Parti et coalition       | Nuance                   | Voix         | %            | Voix        | %           |
| ------------------------ | ------------------------ | ------------------------ | ------------------------ | ------------ | ------------ | ----------- | ----------- |
|                          | Arnaud Saint-Martin      | LFI (NUPES)              | NUP                      | 8 427        | 27,68        | 13 266      | 46,94       |
|                          | Aude Luquet              | MoDem (ENS)              | ENS                      | 8 292        | 27,24        | 14 994      | 53,06       |
|                          | François Paradol         | RN                       | RN                       | 5 792        | 19,03        |             |             |
|                          | Denis Jullemier          | LR (UDC)                 | LR                       | 3 487        | 11,45        |             |             |
|                          | Jeannine Brandy          | REC                      | REC                      | 1 518        | 4,99         |             |             |
|                          | Dawé Zanifé              | MHAN (TUPV)              | ECO                      | 827          | 2,72         |             |             |
|                          | Caroline Sauget          | PA                       | ECO                      | 525          | 1,72         |             |             |
|                          | Morgane Puzin            | LP (UPF)                 | DSV                      | 462          | 1,52         |             |             |
|                          | Fadhel Mahbouli          | EAC                      | ECO                      | 435          | 1,43         |             |             |
|                          | Jean-Louis Guerrier      | LO                       | DXG                      | 273          | 0,90         |             |             |
|                          | Samira Sidhoum           | UDMF                     | DIV                      | 226          | 0,74         |             |             |
|                          | Patrick Delvert          | POID                     | DXG                      | 180          | 0,59         |             |             |
|                          |                          |                          |                          |              |              |             |             |
| Votes valides            | Votes valides            | Votes valides            | Votes valides            | 30 444       | 98,11        | 28 260      | 92,37       |
| Votes blancs             | Votes blancs             | Votes blancs             | Votes blancs             | 433          | 1,40         | 1 693       | 5,53        |
| Votes nuls               | Votes nuls               | Votes nuls               | Votes nuls               | 152          | 0,49         | 641         | 2,10        |
| Total                    | Total                    | Total                    | Total                    | 31 029       | 100          | 30 594      | 100         |
| Abstention               | Abstention               | Abstention               | Abstention               | 40 901       | 56,86        | 41 345      | 57,47       |
| Inscrits / participation | Inscrits / participation | Inscrits / participation | Inscrits / participation | 71 930       | 43,14        | 71 939      | 42,53       |

#### Deuxième circonscription
Députée sortante : Sylvie Bouchet Bellecourt (Les Républicains), élue en 2017 en tant que suppléante de Valérie Lacroute (Les Républicains).
| Candidats                | Candidats                | Parti et coalition       | Nuance                   | Premier tour | Premier tour | Second tour | Second tour |
| Candidats                | Candidats                | Parti et coalition       | Nuance                   | Voix         | %            | Voix        | %           |
| ------------------------ | ------------------------ | ------------------------ | ------------------------ | ------------ | ------------ | ----------- | ----------- |
|                          | Frédéric Valletoux       | H (ENS)                  | ENS                      | 10 981       | 27,76        | 20 037      | 57,42       |
|                          | Marie-Pierre Molina      | LFI (NUPES)              | NUP                      | 9 107        | 23,02        | 14 856      | 42,58       |
|                          | Ivanka Dimitrova         | RN                       | RN                       | 7 345        | 18,57        |             |             |
|                          | Isoline Garreau          | LR (UDC)                 | LR                       | 5 754        | 14,54        |             |             |
|                          | Guillaume Cazauran       | REC                      | REC                      | 2 444        | 6,18         |             |             |
|                          | Loïc Rousselle           | EAC                      | ECO                      | 1 733        | 4,38         |             |             |
|                          | Franck Delalande         | PA                       | ECO                      | 798          | 2,02         |             |             |
|                          | Laurent Castellan        | DLF (UPF)                | DSV                      | 645          | 1,63         |             |             |
|                          | Élodie Broch             | LO                       | DXG                      | 334          | 0,84         |             |             |
|                          | Stéphanie Faury          | POID                     | DXG                      | 297          | 0,75         |             |             |
|                          | Sandrine Papin           | FFC                      | DIV                      | 124          | 0,31         |             |             |
|                          |                          |                          |                          |              |              |             |             |
| Votes valides            | Votes valides            | Votes valides            | Votes valides            | 39 562       | 98,15        | 34 893      | 91,54       |
| Votes blancs             | Votes blancs             | Votes blancs             | Votes blancs             | 560          | 1,39         | 2 349       | 6,16        |
| Votes nuls               | Votes nuls               | Votes nuls               | Votes nuls               | 186          | 0,46         | 874         | 2,29        |
| Total                    | Total                    | Total                    | Total                    | 40 308       | 100          | 38 116      | 100         |
| Abstention               | Abstention               | Abstention               | Abstention               | 39 613       | 49,57        | 41 819      | 52,32       |
| Inscrits / participation | Inscrits / participation | Inscrits / participation | Inscrits / participation | 79 921       | 50,43        | 79 935      | 47,68       |

#### Troisième circonscription
Député sortant : Jean-Louis Thiériot (Les Républicains)
| Candidats                | Candidats                | Parti et coalition       | Nuance                   | Premier tour | Premier tour | Second tour | Second tour |
| Candidats                | Candidats                | Parti et coalition       | Nuance                   | Voix         | %            | Voix        | %           |
| ------------------------ | ------------------------ | ------------------------ | ------------------------ | ------------ | ------------ | ----------- | ----------- |
|                          | Élodie Gérôme-Delgado    | REV (NUPES)              | NUP                      | 8 895        | 25,27        | 14 072      | 43,31       |
|                          | Jean-Louis Thiériot      | LR (UDC)                 | LR                       | 8 409        | 23,89        | 18 422      | 56,69       |
|                          | Dominique Lioret         | RN                       | RN                       | 7 988        | 22,69        |             |             |
|                          | Patrick Septiers         | MoDem                    | DVC                      | 5 290        | 15,03        |             |             |
|                          | Xavier Mallet            | REC                      | REC                      | 1 432        | 4,07         |             |             |
|                          | Olivier Théot            | PP                       | DVG                      | 992          | 2,82         |             |             |
|                          | Laëtitia Gardel          | LP (UPF)                 | DSV                      | 638          | 1,81         |             |             |
|                          | Camille Leguillon        | PA                       | ECO                      | 606          | 1,72         |             |             |
|                          | Amina Bacar              | EELV diss.               | DVG                      | 331          | 0,94         |             |             |
|                          | Catherine Van Cauteren   | LO                       | DXG                      | 279          | 0,79         |             |             |
|                          | Valérie Coupé            | POID                     | DXG                      | 208          | 0,59         |             |             |
|                          | Maïssane Benkaba         | UDMF                     | DIV                      | 132          | 0,37         |             |             |
|                          | Elisa Nomellini          | RES                      | REG                      | 2            | 0,01         |             |             |
|                          |                          |                          |                          |              |              |             |             |
| Votes valides            | Votes valides            | Votes valides            | Votes valides            | 35 202       | 97,88        | 32 494      | 94,05       |
| Votes blancs             | Votes blancs             | Votes blancs             | Votes blancs             | 618          | 1,72         | 1 541       | 4,46        |
| Votes nuls               | Votes nuls               | Votes nuls               | Votes nuls               | 145          | 0,40         | 516         | 1,49        |
| Total                    | Total                    | Total                    | Total                    | 35 965       | 100          | 34 551      | 100         |
| Abstention               | Abstention               | Abstention               | Abstention               | 41 077       | 53,32        | 42 520      | 55,17       |
| Inscrits / participation | Inscrits / participation | Inscrits / participation | Inscrits / participation | 77 042       | 46,68        | 77 071      | 44,83       |

#### Quatrième circonscription
Député sortant : Christian Jacob (Les Républicains)
| Candidats                | Candidats                | Parti et coalition       | Nuance                   | Premier tour | Premier tour | Second tour | Second tour |
| Candidats                | Candidats                | Parti et coalition       | Nuance                   | Voix         | %            | Voix        | %           |
| ------------------------ | ------------------------ | ------------------------ | ------------------------ | ------------ | ------------ | ----------- | ----------- |
|                          | Aymeric Durox            | RN                       | RN                       | 12 742       | 30,73        | 18 007      | 48,84       |
|                          | Isabelle Périgault       | LR (UDC)                 | LR                       | 9 007        | 21,72        | 18 866      | 51,16       |
|                          | Mathieu Garnier          | LFI (NUPES)              | NUP                      | 8 394        | 20,24        |             |             |
|                          | Jean-Philippe Delvaux    | Agir (ENS)               | ENS                      | 6 953        | 16,77        |             |             |
|                          | Frédéric Venant          | REC                      | REC                      | 1 786        | 4,31         |             |             |
|                          | Gabrielle Huot           | PA                       | ECO                      | 963          | 2,32         |             |             |
|                          | Cécile Chabrand          | DLF (UPF)                | DSV                      | 733          | 1,77         |             |             |
|                          | Françoise Cottin         | POID                     | DXG                      | 429          | 1,03         |             |             |
|                          | Jean-Yves Gaudey         | LO                       | DXG                      | 374          | 0,90         |             |             |
|                          | Audrey Rousset           | LMR                      | DVD                      | 84           | 0,20         |             |             |
|                          | Djamila Merzoud-Aissaoui | LRDG (FGR)               | RDG                      | 0            | 0,00         |             |             |
|                          |                          |                          |                          |              |              |             |             |
| Votes valides            | Votes valides            | Votes valides            | Votes valides            | 41 465       | 98,09        | 36 873      | 92,28       |
| Votes blancs             | Votes blancs             | Votes blancs             | Votes blancs             | 594          | 1,41         | 2 426       | 6,07        |
| Votes nuls               | Votes nuls               | Votes nuls               | Votes nuls               | 213          | 0,50         | 660         | 1,65        |
| Total                    | Total                    | Total                    | Total                    | 42 272       | 100          | 39 959      | 100         |
| Abstention               | Abstention               | Abstention               | Abstention               | 46 550       | 52,41        | 48 884      | 55,02       |
| Inscrits / participation | Inscrits / participation | Inscrits / participation | Inscrits / participation | 88 822       | 47,59        | 88 843      | 44,98       |

#### Cinquième circonscription
Députée sortante : Patricia Lemoine (Agir). Élue comme suppléante de Franck Riester (Agir) en 2017, elle devient députée en 2018 lorsque celui-ci est nommé au gouvernement.
| Candidat                 | Candidat                 | Parti et coalition       | Nuance                   | Premier tour | Premier tour | Second tour | Second tour |
| Candidat                 | Candidat                 | Parti et coalition       | Nuance                   | Voix         | %            | Voix        | %           |
| ------------------------ | ------------------------ | ------------------------ | ------------------------ | ------------ | ------------ | ----------- | ----------- |
|                          | Franck Riester           | Agir (ENS)               | ENS                      | 11 225       | 29,27        | 17 949      | 53,21       |
|                          | François Lenormand       | RN                       | RN                       | 9 745        | 25,41        | 15 782      | 46,79       |
|                          | Cédric Colin             | LFI (NUPES)              | NUP                      | 8 889        | 23,18        |             |             |
|                          | Nicolas Caux             | LR (UDC)                 | LR                       | 2 767        | 7,22         |             |             |
|                          | Jean-Michel Aspro        | REC                      | REC                      | 1 689        | 4,40         |             |             |
|                          | Gurvan Judas             | GRS (FGR)                | DVG                      | 1 126        | 2,94         |             |             |
|                          | Marie-Pierre Chevallier  | LMPA (TUPV)              | ECO                      | 1 048        | 2,73         |             |             |
|                          | Eric Noirez              | GF (UPF)                 | DSV                      | 610          | 1,59         |             |             |
|                          | Eléonore Lajoye          | PA                       | ECO                      | 558          | 1,46         |             |             |
|                          | Jacques Lemoine          | LMR                      | DVD                      | 356          | 0,93         |             |             |
|                          | Pascal Quenot            | LO                       | DXG                      | 302          | 0,79         |             |             |
|                          | Redouane Dahmane         | UDMF                     | DIV                      | 29           | 0,08         |             |             |
|                          |                          |                          |                          |              |              |             |             |
| Votes valides            | Votes valides            | Votes valides            | Votes valides            | 38 344       | 98,21        | 33 731      | 91,48       |
| Votes blancs             | Votes blancs             | Votes blancs             | Votes blancs             | 514          | 1,32         | 2 525       | 6,85        |
| Votes nuls               | Votes nuls               | Votes nuls               | Votes nuls               | 185          | 0,47         | 618         | 1,68        |
| Total                    | Total                    | Total                    | Total                    | 39 043       | 100          | 36 874      | 100         |
| Abstention               | Abstention               | Abstention               | Abstention               | 49 292       | 55,80        | 51 496      | 58,27       |
| Inscrits / participation | Inscrits / participation | Inscrits / participation | Inscrits / participation | 88 335       | 44,20        | 88 370      | 41,73       |

#### Sixième circonscription
Député sortant : siège vacant après la démission de Jean-François Parigi (Les Républicains) le 27 juillet 2021.
| Candidats                | Candidats                | Parti et coalition       | Nuance                   | Premier tour | Premier tour | Second tour | Second tour |
| Candidats                | Candidats                | Parti et coalition       | Nuance                   | Voix         | %            | Voix        | %           |
| ------------------------ | ------------------------ | ------------------------ | ------------------------ | ------------ | ------------ | ----------- | ----------- |
|                          | Béatrice Roullaud        | RN                       | RN                       | 9 044        | 26,97        | 15 400      | 52,13       |
|                          | Valérie Delage           | LFI (NUPES)              | NUP                      | 8 986        | 26,80        | 14 144      | 47,87       |
|                          | Fatna Mekidiche          | LREM (ENS)               | ENS                      | 5 976        | 17,82        |             |             |
|                          | Hamida Rezeg             | LR (UDC)                 | LR                       | 4 943        | 14,74        |             |             |
|                          | Claire Murcia            | REC                      | REC                      | 1 667        | 4,97         |             |             |
|                          | Nathalie Moine           | GRS (FGR)                | DVG                      | 1 262        | 3,76         |             |             |
|                          | Dragan Klisaric          | PA                       | ECO                      | 660          | 1,97         |             |             |
|                          | Valentin Salamone        | DLF (UPF)                | DSV                      | 628          | 1,87         |             |             |
|                          | Annie Rieupet            | LO                       | DXG                      | 368          | 1,10         |             |             |
|                          |                          |                          |                          |              |              |             |             |
| Votes valides            | Votes valides            | Votes valides            | Votes valides            | 33 534       | 97,59        | 29 544      | 88,66       |
| Votes blancs             | Votes blancs             | Votes blancs             | Votes blancs             | 653          | 1,90         | 3 089       | 9,27        |
| Votes nuls               | Votes nuls               | Votes nuls               | Votes nuls               | 176          | 0,51         | 691         | 2,07        |
| Total                    | Total                    | Total                    | Total                    | 34 363       | 100          | 33 324      | 100         |
| Abstention               | Abstention               | Abstention               | Abstention               | 47 193       | 57,87        | 48 243      | 59,15       |
| Inscrits / participation | Inscrits / participation | Inscrits / participation | Inscrits / participation | 81 556       | 42,13        | 81 567      | 40,85       |

#### Septième circonscription
Député sortant : Rodrigue Kokouendo (La République en marche)
| Candidats                | Candidats                | Parti et coalition       | Nuance                   | Premier tour | Premier tour | Second tour | Second tour |
| Candidats                | Candidats                | Parti et coalition       | Nuance                   | Voix         | %            | Voix        | %           |
| ------------------------ | ------------------------ | ------------------------ | ------------------------ | ------------ | ------------ | ----------- | ----------- |
|                          | Ersilia Soudais          | LFI (NUPES)              | NUP                      | 11 344       | 30,89        | 16 732      | 51,31       |
|                          | Didier Bernard           | RN                       | RN                       | 8 923        | 24,30        | 15 880      | 48,69       |
|                          | Rodrigue Kokouendo       | LREM (ENS)               | ENS                      | 8 823        | 24,02        |             |             |
|                          | Patrick Jahier           | LR (UDC)                 | LR                       | 3 509        | 9,55         |             |             |
|                          | Béatrice Troussard       | REC                      | REC                      | 1 759        | 4,79         |             |             |
|                          | Laetitia Guillard        | PA                       | ECO                      | 847          | 2,31         |             |             |
|                          | Michel Dailly            | LP (UPF)                 | DSV                      | 678          | 1,85         |             |             |
|                          | Gabrielle Frija          | LO                       | DXG                      | 558          | 1,52         |             |             |
|                          | Patrice Hemet            | RS (LRDP)                | DVG                      | 188          | 0,51         |             |             |
|                          | Ketty Baku Mandediba     | PDF                      | DVD                      | 98           | 0,27         |             |             |
|                          |                          |                          |                          |              |              |             |             |
| Votes valides            | Votes valides            | Votes valides            | Votes valides            | 36 727       | 97,71        | 32 612      | 88,29       |
| Votes blancs             | Votes blancs             | Votes blancs             | Votes blancs             | 688          | 1,83         | 3 542       | 9,59        |
| Votes nuls               | Votes nuls               | Votes nuls               | Votes nuls               | 173          | 0,46         | 782         | 2,12        |
| Total                    | Total                    | Total                    | Total                    | 37 588       | 100          | 36 936      | 100         |
| Abstention               | Abstention               | Abstention               | Abstention               | 50 254       | 57,21        | 50 921      | 57,96       |
| Inscrits / participation | Inscrits / participation | Inscrits / participation | Inscrits / participation | 87 842       | 42,79        | 87 857      | 42,04       |

#### Huitième circonscription
Député sortant : Jean-Michel Fauvergue (La République en marche)
| Candidats                | Candidats                | Parti et coalition       | Nuance                   | Premier tour | Premier tour | Second tour | Second tour |
| Candidats                | Candidats                | Parti et coalition       | Nuance                   | Voix         | %            | Voix        | %           |
| ------------------------ | ------------------------ | ------------------------ | ------------------------ | ------------ | ------------ | ----------- | ----------- |
|                          | Arnaud Bonnet            | EELV (NUPES)             | NUP                      | 13 044       | 32,46        | 19 319      | 49,99       |
|                          | Hadrien Ghomi            | LREM (ENS)               | ENS                      | 12 301       | 30,61        | 19 323      | 50,01       |
|                          | Reine Lecuyer            | RN                       | RN                       | 6 610        | 16,45        |             |             |
|                          | Delphine Mairiaux        | LR (UDC)                 | LR                       | 3 287        | 8,18         |             |             |
|                          | Jean-Marc Moskowicz      | REC                      | REC                      | 1 958        | 4,87         |             |             |
|                          | Bernard Duchaussoy       | MEI (TUPV)               | ECO                      | 1 148        | 2,86         |             |             |
|                          | Michaël Sanchez          | LP (UPF)                 | DSV                      | 728          | 1,81         |             |             |
|                          | Kevin Meillet            | PA                       | ECO                      | 629          | 1,57         |             |             |
|                          | Frédéric Renault         | LO                       | DXG                      | 486          | 1,21         |             |             |
|                          |                          |                          |                          |              |              |             |             |
| Votes valides            | Votes valides            | Votes valides            | Votes valides            | 40 191       | 98,11        | 38 642      | 94,19       |
| Votes blancs             | Votes blancs             | Votes blancs             | Votes blancs             | 605          | 1,48         | 1 752       | 4,27        |
| Votes nuls               | Votes nuls               | Votes nuls               | Votes nuls               | 170          | 0,41         | 630         | 1,54        |
| Total                    | Total                    | Total                    | Total                    | 40 966       | 100          | 41 024      | 100         |
| Abstention               | Abstention               | Abstention               | Abstention               | 54 200       | 56,95        | 54 186      | 56,91       |
| Inscrits / participation | Inscrits / participation | Inscrits / participation | Inscrits / participation | 95 166       | 43,05        | 95 210      | 43,09       |

#### Neuvième circonscription
Députée sortante : Michèle Peyron (Territoires de progrès - La République en marche)
| Candidats                | Candidats                | Parti et coalition       | Nuance                   | Premier tour | Premier tour | Second tour | Second tour |
| Candidats                | Candidats                | Parti et coalition       | Nuance                   | Voix         | %            | Voix        | %           |
| ------------------------ | ------------------------ | ------------------------ | ------------------------ | ------------ | ------------ | ----------- | ----------- |
|                          | Pascal Novais            | LFI (NUPES)              | NUP                      | 9 919        | 27,15        | 15 709      | 47,37       |
|                          | Michèle Peyron           | TdP - LREM (ENS)         | ENS                      | 9 112        | 24,94        | 17 454      | 52,63       |
|                          | Morgann Vanacker         | RN                       | RN                       | 8 004        | 21,91        |             |             |
|                          | Guy Geoffroy             | LR (UDC)                 | LR                       | 4 259        | 11,66        |             |             |
|                          | Bruno-Charles Delalandre | REC                      | REC                      | 1 603        | 4,39         |             |             |
|                          | Nathalie Maurize         | LMPA (TUPV)              | ECO                      | 1 196        | 3,27         |             |             |
|                          | Pascal Robert            | DLF (UPF)                | DSV                      | 586          | 1,60         |             |             |
|                          | Pierre Moretti           | RES                      | REG                      | 522          | 1,43         |             |             |
|                          | Laurent Simonpietri      | PA                       | ECO                      | 480          | 1,31         |             |             |
|                          | Kamal Valcin             | FP'A                     | DIV                      | 299          | 0,82         |             |             |
|                          | Florence Woods           | LO                       | DXG                      | 253          | 0,69         |             |             |
|                          | Jérôme Bui               | POID                     | DXG                      | 229          | 0,63         |             |             |
|                          | Charles Tarnier          | RS (LRDP)                | DVG                      | 77           | 0,21         |             |             |
|                          |                          |                          |                          |              |              |             |             |
| Votes valides            | Votes valides            | Votes valides            | Votes valides            | 36 539       | 97,98        | 33 163      | 91,96       |
| Votes blancs             | Votes blancs             | Votes blancs             | Votes blancs             | 592          | 1,59         | 2 181       | 6,05        |
| Votes nuls               | Votes nuls               | Votes nuls               | Votes nuls               | 163          | 0,44         | 718         | 1,99        |
| Total                    | Total                    | Total                    | Total                    | 37 294       | 100          | 36 062      | 100         |
| Abstention               | Abstention               | Abstention               | Abstention               | 48 935       | 56,75        | 50 191      | 58,19       |
| Inscrits / participation | Inscrits / participation | Inscrits / participation | Inscrits / participation | 86 229       | 43,25        | 86 253      | 41,81       |

#### Dixième circonscription
Député sortante : Stéphanie Do (La République en marche)
| Candidats                | Candidats                | Parti et coalition       | Nuance                   | Premier tour | Premier tour | Second tour | Second tour |
| Candidats                | Candidats                | Parti et coalition       | Nuance                   | Voix         | %            | Voix        | %           |
| ------------------------ | ------------------------ | ------------------------ | ------------------------ | ------------ | ------------ | ----------- | ----------- |
|                          | Maxime Laisney           | LFI (NUPES)              | NUP                      | 12 544       | 37,15        | 17 724      | 54,36       |
|                          | Stéphanie Do             | LREM (ENS)               | ENS                      | 8 612        | 25,51        | 14 880      | 45,64       |
|                          | Cathy Francisco          | RN                       | RN                       | 4 412        | 13,07        |             |             |
|                          | Ingrid Caillis-Brandl    | LR (UDC)                 | LR                       | 3 882        | 11,50        |             |             |
|                          | Philippe Dervaux         | REC                      | REC                      | 1 204        | 3,57         |             |             |
|                          | Vincent Ruggeri          | LMPA (TUPV)              | ECO                      | 957          | 2,83         |             |             |
|                          | Alain Bouis              | LP (UPF)                 | DSV                      | 503          | 1,49         |             |             |
|                          | Olivier de Sousa         | LREM diss.               | DIV                      | 485          | 1,44         |             |             |
|                          | Olivier Hennebelle       | PA                       | ECO                      | 399          | 1,18         |             |             |
|                          | Mohammed Ksourou         | UDMF                     | DIV                      | 385          | 1,14         |             |             |
|                          | Sylvain Cayard           | LO                       | DXG                      | 379          | 1,12         |             |             |
|                          |                          |                          |                          |              |              |             |             |
| Votes valides            | Votes valides            | Votes valides            | Votes valides            | 33 762       | 98,15        | 32 604      | 94,45       |
| Votes blancs             | Votes blancs             | Votes blancs             | Votes blancs             | 464          | 1,35         | 1 334       | 3,86        |
| Votes nuls               | Votes nuls               | Votes nuls               | Votes nuls               | 174          | 0,51         | 583         | 1,69        |
| Total                    | Total                    | Total                    | Total                    | 34 400       | 100          | 34 521      | 100         |
| Abstention               | Abstention               | Abstention               | Abstention               | 47 095       | 57,79        | 46 996      | 57,65       |
| Inscrits / participation | Inscrits / participation | Inscrits / participation | Inscrits / participation | 81 495       | 42,21        | 81 517      | 42,35       |

#### Onzième circonscription
Député sortant : Olivier Faure (Parti socialiste)
| Candidats                | Candidats                | Parti et coalition       | Nuance                   | Premier tour | Premier tour | Second tour | Second tour |
| Candidats                | Candidats                | Parti et coalition       | Nuance                   | Voix         | %            | Voix        | %           |
| ------------------------ | ------------------------ | ------------------------ | ------------------------ | ------------ | ------------ | ----------- | ----------- |
|                          | Olivier Faure            | PS (NUPES)               | NUP                      | 12 279       | 46,90        | 15 453      | 64,45       |
|                          | Charlyne Péculier        | LREM (ENS)               | ENS                      | 5 768        | 22,03        | 8 522       | 35,55       |
|                          | Martine Demonchy         | RN                       | RN                       | 4 589        | 17,53        |             |             |
|                          | Joël Sangaré             | UDI (UDC)                | UDI                      | 1 256        | 4,80         |             |             |
|                          | Brigitte Lapeyronie      | REC                      | REC                      | 919          | 3,51         |             |             |
|                          | Sylvie Morel-Lelu        | PA                       | ECO                      | 555          | 2,12         |             |             |
|                          | Évelyne Marque Gras      | DLF (UPF)                | DSV                      | 469          | 1,79         |             |             |
|                          | Anne de la Torre         | LO                       | DXG                      | 346          | 1,32         |             |             |
|                          |                          |                          |                          |              |              |             |             |
| Votes valides            | Votes valides            | Votes valides            | Votes valides            | 26 181       | 97,08        | 23 975      | 93,10       |
| Votes blancs             | Votes blancs             | Votes blancs             | Votes blancs             | 727          | 2,70         | 1 484       | 5,76        |
| Votes nuls               | Votes nuls               | Votes nuls               | Votes nuls               | 60           | 0,22         | 294         | 1,14        |
| Total                    | Total                    | Total                    | Total                    | 26 968       | 100          | 25 753      | 100         |
| Abstention               | Abstention               | Abstention               | Abstention               | 39 543       | 59,45        | 40 793      | 61,30       |
| Inscrits / participation | Inscrits / participation | Inscrits / participation | Inscrits / participation | 66 511       | 40,55        | 66 546      | 38,70       |